# Augusto, Omaggio alla voce dei Nomadi
Augusto, Omaggio alla voce dei Nomadi è un album in studio di Graziano Romani in tributo ad Augusto Daolio, storica voce dei Nomadi, con la reinterpretazione di brani del gruppo risalenti al periodo compreso tra gli anni sessanta e settanta.

## Tracce
1. Augusto cantaci di noi – 4:32
2. Tutto a posto – 4:10
3. Un giorno insieme – 3:43
4. L'auto corre lontano (ma io corro da te) – 3:48
5. Ala bianca – 4:12
6. Canzone per un'amica – 3:56
7. Non credevi – 3:16
8. Ritornerei – 3:13
9. Mercanti e servi – 4:29
10. Per fare un uomo – 3:40
11. Gordon – 3:46
12. Ti voglio – 3:30
13. Mille e una sera – 4:50
14. Augusto cantaci di noi (Reprise) – 2:13

## Formazione
- Graziano Romani - voce, chitarra acustica, chitarra elettrica, chitarra 12 corde, cori, armonica a bocca, pianoforte
- Max Marmiroli - sax, percussioni, flauto, cori, organo
- Nick Bertolani - batteria
- Follon Brown - chitarra elettrica
- Lele Cavalli - basso
- Lorenzo Iori - organo, violino
- Gabriele Riccioni - sintetizzatore